# Salim Bendiab
Salim Bendiab, né le 11 juillet 1990 à Saint-Saulve, est un karatéka français.
Champion d’Europe Espoir de kumite en plus de 78 kg en 2011, il remporte la médaille d'argent par équipe aux Championnats d'Europe senior la même année.
Il est champion du monde de kumite par équipe en 2012 et champion d'Europe de kumite par équipe en 2013.
Il remporte aux Championnats d'Europe de karaté 2016 la médaille de bronze dans la catégorie des plus de 84 kg en battant le Grec Spyrídon Margaritópoulos.